# Reczki (obwód mohylewski)
Reczki (biał. Рэчкі, ros. Речки; do 2010 Reczki 1, biał. Рэчкі 1; pol. hist. Rzeczki 1) – agromiasteczko na Białorusi, w obwodzie mohylewskim, w rejonie mohylewskim, w sielsowiecie Paszkawa.
Do 1917 położone były w Rosji, w guberni mohylewskiej, w powiecie mohylewskim. Następnie w granicach Związku Sowieckiego. Od 1991 w niepodległej Białorusi.
W 2010 zmieniono pochodzącą z co najmniej z XIX w. nazwę wsi z Reczki 1 na Reczki oraz nadano miejscowości status agromiasteczka.